# Stellan Wakenitz
Stellan Wakenitz († 1587) war mecklenburgischer Amtmann sowie herzoglich pommerscher Rat und Amtshauptmann.

## Leben
Stellan Wakenitz entstammte der adligen pommerschen Familie von Wakenitz. Er war ein Sohn des Hans Wakenitz, genannt „der junge Hans“, und Erbherr auf Klein Kiesow.
Stellan Wakenitz ging nach Mecklenburg und trat in die Dienste Herzogs Albrechts VII. und wurde Amtmann zu Güstrow. Nach Albrechts Tod gehörte er zu den vertrauten Dienern dessen Sohns und Nachfolgers Johann Albrecht I., der ihn zum Amtmann bzw. Schlosshauptmann zu Schwerin ernannte. Die Herzöge Johann Albrecht und Christoph zu Mecklenburg verliehen ihm 1558 das halbe Gut Goldenbaum (Goldenbow) im Amt Strelitz. Die andere Hälfte kaufte er dazu. Er hatte die Oberaufsicht beim Bau der Schweriner Schlosskirche. 1565 verkaufte er das Gut an Johann Albrecht und im folgenden Jahr sein Haus in Strelitz an Andreas Mylius. Er ging wieder nach Pommern, wo er 1566 Hauptmann zu Wolgast war. Als solcher bis 1568 und danach von 1569 bis wahrscheinlich 1576 Hauptmann auf Ueckermünde war er Rat des Herzogs Ernst Ludwig von Pommern-Wolgast.
Bereits 1563 hatte er von der Familie Ruyan für 950 Gulden mehrere Güter bei Gützkow erworben. 1569 nahm er mit herzoglicher Genehmigung mehrere Anleihen auf, die er vom Greifswalder Bürgermeister Peter Krull und zwei Ratsherren gegen Verpfändung erhalten hatte. Seinem Schwager Christoph Behr verpfändete er 1573 für 2500 Gulden Klein Kiesow.
Stellan Wakenitz war mit Ilsaba von Behr verheiratet. Beide wurden in der St.-Marien-Kirche in Görmin beigesetzt.